# هورتن إتش آي في
هورتن إتش آي في(Horten H.IV) كانت طائرة جناح طائر شراعية ألمانية عديمة الذيل، حيث كان على الطيار الاستلقاء في وضعية الانبطاح لتقليل المنطقة الأمامية، وبالتالي السحب. تم تصميمها من قبل ريمار هورتن ووالتر هورتن في غوتينغن. تم بناء أربعة منها بين عامي 1941 و 1943. قامت بالطيران في عدد من المسابقات غير الرسمية في ألمانيا خلال الحرب العالمية الثانية. بعد الحرب، تم نقل نماذج الطيران إلى المملكة المتحدة والولايات المتحدة حيث تم تحقيق العديد من النجاحات في المسابقة.
تم تخصيص رقم تعريف (RLM ID) لـ H.IV من (8-251) واستنتاج (Horten Ho 251) على الرغم من أن هذه لم تستخدم كثيرًا في ممارسات الطيران.

## مواصفات
- طاقم: 1
- الطول: 3.81 م (12 قدم 6 بوصة)
- باع الجناح: 20.3 m (66 قدم 7 بوصة)
- مساحة الجناح: 18.9 م2 (203 sq قدم)
- نسبة العرض إلى الارتفاع: 21.8
- الوزن فارغ: 250 كغ (551 رطل)
- الوزن الإجمالي: 330 كغ (728 رطل)
- Airfoil thickness: 16% T/C ratio
- اكتساح على LE: 20 degrees

أداء

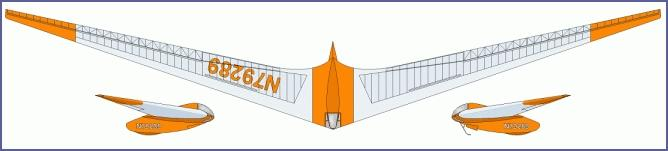
إتش آي في

- لا تتجاوز مطلقًا سرعة: 200 كم/ساعة (120 ميل/ساعة, 110 kn)
- أقصى نسبة انحدار: 32 at 73 كم/ساعة (45 ميل/ساعة) and 17.5 kg/م2 (3.6 رطل/sq قدم)
- معدل الغوص: 0.5 م/s (98 قدم/دقيقة) at 60 كم/ساعة (37 ميل/ساعة) and 17.5 كغ/م2 (3.6 رطل/sq قدم)
- تحميل الجناح: 17.5 كغ/م2 (3.6 رطل/sq قدم)
- سرعة القطر: 55 كم/ساعة (34 ميل/ساعة)
- سرعة الهبوط: 55 كم/ساعة (34 ميل/ساعة)